# Bauer Cup 2000
Il Bauer Cup 2000 è stato un torneo di tennis facente parte della categoria ATP Challenger Series nell'ambito dell'ATP Challenger Series 2000. Il torneo si è giocato a Eckental in Germania dal 16 al 22 ottobre 2000 su campi in sintetico indoor.

## Vincitori

### Singolare
Jens Knippschild ha battuto in finale  Olivier Mutis con il punteggio di 6(5)–7, 7–6(4), 7–5

### Doppio
Karsten Braasch /  Jens Knippschild hanno battuto in finale  Ivo Heuberger /  Michael Kohlmann con il punteggio di 7–6(5), 6–3